# 二神一人
二神 一人（ふたがみ かずひと、1987年6月3日 - ）は、高知県幡多郡大月町出身の元プロ野球選手（投手）。右投右打。

## 経歴

### プロ入り前
小学校4年生でソフトボールを始めると、大月中学校時代には軟式野球部へ所属していた。
高知高校への進学後は、3年生の夏に全国高等学校野球選手権高知大会決勝で明徳義塾高校に敗退。しかし、大会終了後に明徳義塾が部内の不祥事で全国大会の出場を辞退したため、全国大会の直前に同校に代わって高知県代表として急遽出場することになった。ちなみに、全国大会では、初戦で日大三高校に敗れている。
高校卒業後に法政大学へ進学すると、1年生の秋に、東京六大学野球のリーグ戦へ初めて登板した。その後は、山本翔也・加賀美希昇・三嶋一輝などの好投手がひしめいていた投手陣でエースに台頭。4年生春のリーグ戦では、5試合の登板で4勝0敗、防御率1.41という好成績で、ベストナインと最優秀防御率を獲得した。また、この活躍でチームを6季ぶりのリーグ優勝に導いたことから、6月の全日本大学野球選手権大会にも出場。全4試合の登板で3勝を挙げてMVPに選ばれるなど、チーム14年振りの優勝に大きく貢献した。7月の日米大学野球選手権大会でも、開幕投手を務めるなど、日本代表のエースとして活躍した。
大学でのリーグ戦通算成績は、35試合の登板で、9勝7敗、防御率3.11、136奪三振。2009年のドラフトでは、阪神から1巡目で単独指名された（他球団との指名競合による抽選で菊池雄星の入団交渉権を逃したことによる「外れ1位」）。11月20日に、契約金1億円（および出来高5,000万円）、年俸1,500万円（いずれも推定金額）で仮契約を結んだ。また、背番号には、空き番号だったエースナンバーの18が与えられた。担当スカウト葛西稔。

### プロ入り後

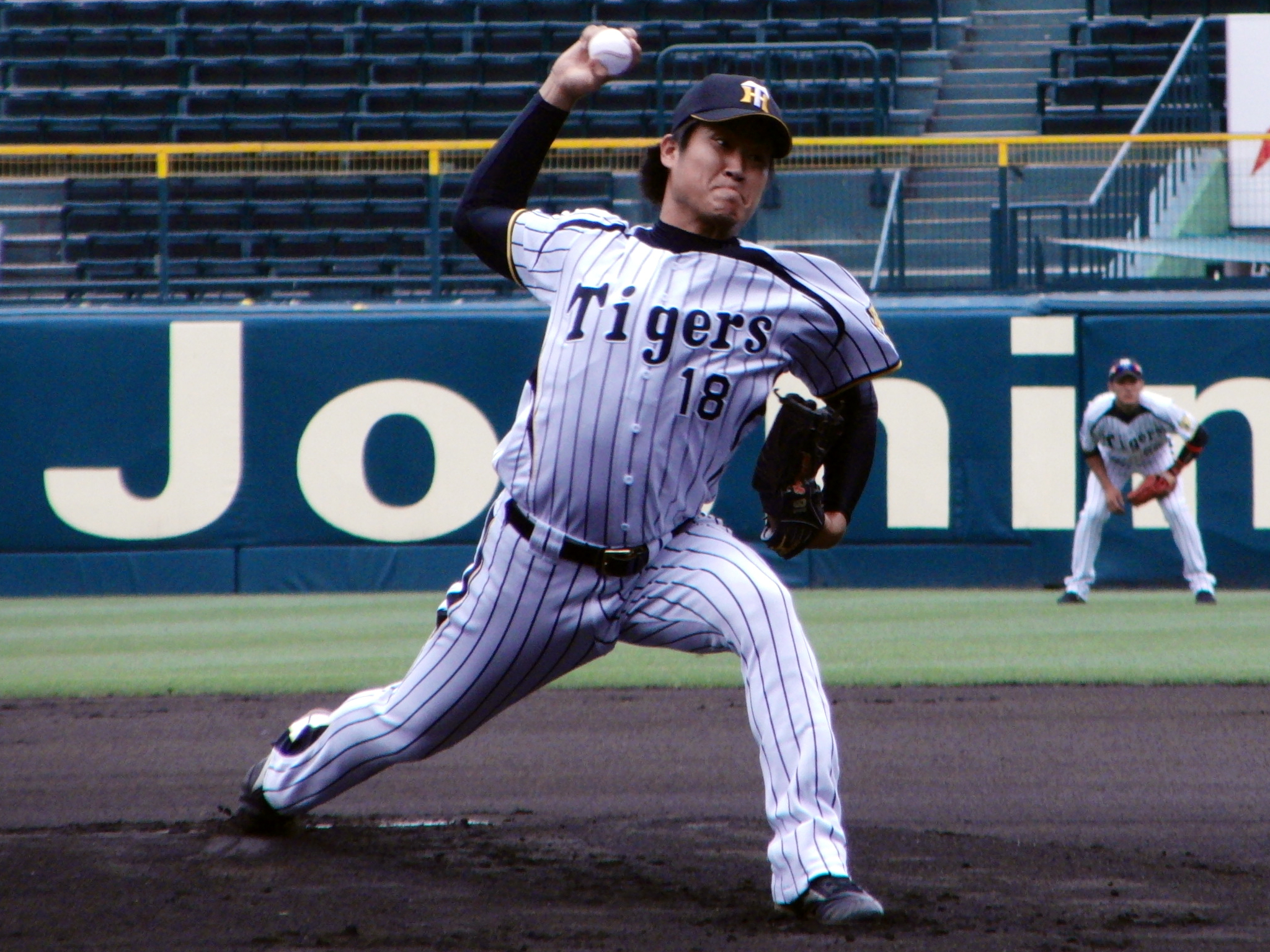
投球フォーム転向前（2012年6月13日 阪神甲子園球場）

2010年、新人ながら一軍キャンプに参加。新球のフォークボールの習得に努めた。キャンプ中の紅白戦からオープン戦の序盤までは、先発投手として好投を見せたが、3月のオープン戦で左内部腹斜筋の筋挫傷を発症。シーズン中の7月にも右肘内側側副靱帯を損傷した。
2011年は、6月27日にウエスタン・リーグの対オリックス・バファローズ戦でおよそ1年振りに公式戦へ登板、二軍戦では通算4試合の登板で0勝2敗、防御率5.79という成績に終わった。
2012年、福原忍が腰痛を発症した影響で6月30日にプロ入り後初めて一軍へ昇格した。7月6日の対読売ジャイアンツ戦の3回からの2イニングを投げて1被安打の無失点に抑えた。
2013年、3年振りに春季キャンプを一軍でスタートした。キャンプ中の2月11日には韓国KBOとの練習試合で先発登板も1回5失点で降板し、翌日には二軍の安芸キャンプへ移動、二軍キャンプへの合流後には投球フォームをオーバースローからサイドスローへと変更した。二軍で迎えたシーズン中にもサイドスローからいくらか腕の位置を上げたスリークォーターに変更するなど、フォーム固めに試行錯誤していった。一軍公式戦への登板機会はなく、ウエスタンリーグの公式戦でも25試合の登板で3勝5敗、防御率4.64の成績に終わった。11月14日の契約更改では野球協約による年俸減額率の上限（25％）を適用された年俸を球団側から提示し、結局は推定年俸750万円で契約を更改した。秋季キャンプ中の11月16日にはLGツインズとの練習試合で2イニングに登板。右腕を下げ気味のスリークオーターから繰り出す最速143km/hのストレートと小さく動く変化球を有効に使いながら、4者連続奪三振を含む無安打無失点の好投で首脳陣に成長を印象付けた。
2014年、背番号を66に変更。その一方で、一軍選手主体の沖縄キャンプには一軍での先発候補の1人として2年続けて参加している。キャンプ終了後のオープン戦では、2試合の登板ながら1勝（0敗）をマーク。結果としてプロ5年目で自身初の開幕一軍登録を果たした。3月28日の対巨人戦（東京ドーム）で2年振りに一軍登板、1イニングを無失点に抑えた。5月6日の対中日ドラゴンズ戦（ナゴヤドーム）では延長10回表から6番手で登板し、1イニング3分の2を無失点に抑えプロ入り初のホールドを記録した。9月26日、勝ち星は5勝と少ないがシーズンを通して安定した成績を残し、防御率はウエスタン1位(9月20日現在)という成績が評価され、球団選定ファーム年間最優秀選手の投手部門に選出、表彰された。
2015年、5月4日に一軍へ昇格すると、主にロングリリーフ要員として公式戦へ登板した。勝敗は付かなかったものの、シーズン通算の防御率は2.57で、登板試合数は自己最多の12試合に達した。
2016年、一軍公式戦への登板機会がないまま、10月1日に球団から戦力外通告を受けた。戦力外通告後に現役引退を決断。12月2日、自由契約公示された。

### 現役引退後
阪神に残り、2017年から球団の広報に転身し、2016年11月の秋季キャンプ中から従事している。

## 選手としての特徴
大学時代は最速150km/hの直球とスライダー、カーブを投げる。制球力の高さが持ち味。
元々はオーバースローで投球していたが、2013年春よりサイドスローに転向した。その後、同年夏頃にはやや腕を上げ、低めのスリークォーターに修正するなど投球フォームについて試行錯誤している。

## 詳細情報

### 年度別投手成績
| 年 度     | 球 団     | 登 板 | 先 発 | 完 投 | 完 封 | 無 四 球 | 勝 利 | 敗 戦 | セ 丨 ブ | ホ 丨 ル ド | 勝 率 | 打 者 | 投 球 回 | 被 安 打 | 被 本 塁 打 | 与 四 球 | 敬 遠 | 与 死 球 | 奪 三 振 | 暴 投 | ボ 丨 ク | 失 点 | 自 責 点 | 防 御 率 | W H I P |
| --------- | --------- | ----- | ----- | ----- | ----- | -------- | ----- | ----- | -------- | ----------- | ----- | ----- | -------- | -------- | ----------- | -------- | ----- | -------- | -------- | ----- | -------- | ----- | -------- | -------- | ------- |
| 2012      | 阪神      | 4     | 2     | 0     | 0     | 0        | 0     | 1     | 0        | 0           | .000  | 49    | 12.1     | 14       | 2           | 2        | 0     | 0        | 7        | 0     | 0        | 7     | 6        | 4.38     | 1.30    |
| 2014      | 阪神      | 11    | 1     | 0     | 0     | 0        | 0     | 2     | 0        | 1           | .000  | 70    | 14.1     | 25       | 2           | 3        | 0     | 0        | 13       | 0     | 0        | 14    | 14       | 8.79     | 1.95    |
| 2015      | 阪神      | 12    | 0     | 0     | 0     | 0        | 0     | 0     | 0        | 0           | .000  | 58    | 14.0     | 11       | 1           | 5        | 0     | 1        | 17       | 0     | 0        | 4     | 4        | 2.57     | 1.14    |
| 通算：3年 | 通算：3年 | 27    | 3     | 0     | 0     | 0        | 0     | 3     | 0        | 1           | .000  | 177   | 40.2     | 50       | 5           | 10       | 0     | 1        | 37       | 0     | 0        | 25    | 24       | 5.31     | 1.48    |

### 記録
- 初登板：2012年7月6日、対読売ジャイアンツ10回戦（東京ドーム）、3回裏に2番手で救援登板、2回無失点
- 初奪三振：同上、3回裏に澤村拓一から見逃し三振
- 初先発登板：2012年8月16日、対横浜DeNAベイスターズ17回戦（横浜スタジアム）、5回1/3を3失点（自責点2）
- 初ホールド：2014年5月6日、対中日ドラゴンズ7回戦（ナゴヤドーム）、10回裏に6番手で救援登板、1回2/3を無失点

### 背番号
- 18 （2010年 - 2013年）
- 66 （2014年 - 2016年）

### 登場曲
- 「Eye of the Tiger」Survivor（2010年）
- 「TIK TOK」KE$HA（2011年）
- 「ハピネス」AI（2012年、2013年）
- 「Irreplaceable」Beyonce（2014年 - 2016年）